# トランスフォーマー (ドリームウェーブ版)
トランスフォーマー (ドリームウェーブ版)は、アメリカなどで発売されていたトランスフォーマーシリーズのコミック作品である。発行はドリームウェーブプロダクション(Dreamwave Productions)。製作はハズブロ。

## 概要
2002年より新たな玩具シリーズ、『超ロボット生命体トランスフォーマー マイクロン伝説（英名：Armada）』がアメリカで先行開始された。それに合わせる形で、ドリームウェーブ社は同年前半にハズブロより版権を取得し、関連コミック作品の出版を開始した。
1984年よりの「Generation One（略称：G-1）」期の世界観をリメイクしたもの、上記「Armada」のコミックを出版した。なおG-1作品は、当時の「トランスフォーマー (マーベルコミック版)」やアニメ作品とは直接の関連がないオリジナルである。
だが2005年前半、ドリームウェーブ社は破産し各作品は中断された。版権はIDWプロダクション(IDW Production)に移行した。
作品の幾つかは日本でもジャイブにより邦訳版が出版された。
なお海外では国内版とキャラクターなどの名称が異なるが、特に断りの無い限り、下記では日本語版の名称で記述する（OptimusPrime→コンボイなど）。

## 各作品

### トランスフォーマー G1／Generation One
『戦え!超ロボット生命体トランスフォーマー』時期の物語をリメイクしたもの。
最初に全6号のシリーズ「Prime Directive」を出版。クリス・サラッチーニ(Chris Saccarini)脚本、パット・リー(Pat Lee)作画。ちなみにパット・リーはドリームウェーブの創設者でもある人気アーティスト。
第1シリーズの好評により第2シリーズ「War and Peace」が製作された。脚本はブラッド・ミック(Brad Mick)に替わった。これも好成績を上げ、ついに長期シリーズ化が決定される。
再度地球へ向かうトランスフォーマーたちの物語が描かれた。脚本はミックとアダム・パトリック(Adam Patyk)、作画はドン・フィゲロア(Don Figueroa)。
第1号にはパット・リー、ジョー・ング(Joe Ng)がヘルプに入り、第4号には脚本協力でジェイムズ・ライツ(James Raiz)が参加する。
結局、会社の破産により10号で打ち切りとなった。その後、最初の2シリーズは版権を引き継いだIDW社により再発売された。日本では最初の2シリーズが「トランスフォーマー G1」として二冊発売されている。
玩具でのウルトラマグナスが白いコンボイの装甲版というギミックが、メディア上初めて取り上げられた作品でもある。

### ウォー・ウィズイン／Transformers:The War Within
上記のG-1シリーズの成功により製作が決まったシリーズ。G-1以前、太古のセイバートロン星での物語を描く。脚本にはマーベル・コミック版のほとんどの脚本を担当したサイモン・ファーマンが起用された。キャラクターデザインは新規に練り直されたもので、お馴染みのキャラクターが、未来的なビークルへと変形する。
第1シリーズは全6号。若きコンボイがサイバトロン総司令官に選ばれ、責任を受け入れ、立ち上がるまでを描いた。トランスフォーマーのファンであり本作がデビューとなるドン・フィゲロアが作画を担当した。
第2シリーズ「The Dark Ages」ではマーベル・コミックのアーティスト、アンドリュー・ウィルドマン(Andrew Wildman)が作画を担当。
第3シリーズ「The Age of Wrath」ではジョー・ングが作画担当。会社破産により3号までの出版に終わった。
第2シリーズまではIDW社により復刊された。日本では最初のシリーズが「トランスフォーマー　ウォー・ウィズイン」として発売された。

### マイクロマスター／Transformers: Micromasters
全4号。ブラッド・ミックとアダム・パトリック脚本、ロブ・リュフォロ(Rob Ruffolo)作画。コンボイらがセイバートロンを出発した後の出来事で、トランスフォーマーの起源の記されたゴールデンディスクを発見するマイクロマスター（日本での『戦え!超ロボット生命体 トランスフォーマーV』期以降発売された小型トランスフォーマーの総称）たちが描かれた。さほど人気を得ることはできなかった。

### モア・ザン・ミーツ・ジ・アイ／Transformers: More Than Meets the Eye
2003年よりの全8号のミニシリーズ。アメリカで発売された玩具のキャラクターバイオ（設定）が収録された特集本（アクションマスターなど一部は除く）。
以前マーベル社時代に出版された「ユニバース」と同様のコンセプトであり、キャラクター、その変形後のイラストも収録。7号までにキャラクター情報、8号はトランスフォーマーの関連情報が収録された。
1号の初めと8号のラストはコミックである。これらの情報を誰かベクターシグマにアクセスして引き出しているという謎が描かれた。これはビーストウォーズシリーズのプロローグともいえる描写であった。

### アルマダ＆エネルゴン／Armada&Energon

#### トランスフォーマー アルマダ／Transformers: Armada
2002年、2003年にかけて発売された全18号のシリーズ。『超ロボット生命体トランスフォーマー マイクロン伝説』のコミック版であるが、その物語や展開が全く別物となっている。
脚本はクリス・サラッチーニ。サイモンが2号分を担当、彼は次作「エネルゴン」のメインライターとなる。
- 1〜5号：ジェームズ・レイス(James Raiz)作画。

セイバートロン星での長きに渡る戦い。デストロンのリーダーであるメガトロンは、小型トランスフォーマーマイクロンをパワー増幅装置として利用するため捕獲を続けていた。マイクロンは宇宙へ脱出、地球に墜落し機能を停止する。
100万年後、ラッド、アレクサ、カルロスら地球人の子供は、マイクロンに出会う。マイクロンを探知したデストロン、それを追うサイバトロンも地球へ到着し、戦いが始まった。
- 6〜7号：ファーマン脚本、パット・リー絵

地球での新たなマイクロンたちとの邂逅。スターセイバーの力が発揮される。
- 8〜11号：グイード・グイディ(Guido Guidi)作画。

マイクロンモノリスが突如登場。全てのマイクロンを引き寄せ月基地に連れて行く。ラッドも月へと同行した。ロケット墜落のとき、半数のマイクロンは月に漂着し基地を作っていた。デストロンは彼らに全面攻撃を仕掛ける。
- 12〜13号：グイード・グイディ作画。

メガトロンは衛星兵器を使用するが、マイクロンに阻止される。
- 14〜18号：ドン・フィゲロア作画。

別次元にコンボイが飛ばされた。彼は滅び行く宇宙を目撃する。
別次元から現れたマイクロン、サージは全次元を飲み込む宇宙の脅威ユニクロンについて警告。彼はマイクロンのマトリクスを持ってユニクロンの尖兵から逃げてきた。ユニクロンの尖兵はG-1キャラに似た非情の部隊。ガルバトロン似の指揮官はメガトロンと戦う。スターセイバーの協力でメガトロンが勝つ。
サージの乗ってきたポッドの力で、副指令官ジェットファイヤーはコンボイと再開。マイクロンマトリクスのパワーで二人は合体を可能にする。
セイバートロン星に迫るユニクロン。全トランスフォーマー、マイクロンが迎え撃つ。マトリクスの力でユニクロンは敗北、そしてグラップを倒されたラチェットたちはメガトロンを撃ち、ユニクロンの内部へと落とす。
日本ではジャイブより全三巻で発売された。

#### トランスフォーマー エネルゴン／Transformers: Energon
2003年12月より開始した『トランスフォーマー スーパーリンク』のコミック版。前作の10年後が舞台。続編なので19号より始まる。ファーマン脚本、グイディ作画。会社破産のため30号で打ち切りとなった。
- 19号

主要登場人物の紹介。ユニクロンに加え、テラーコンという新たな敵が登場。
- 20〜23号：グイディ、ジョー・ング作画。

前作18号でユニクロンに囚われ洗脳されたユニクロンの4戦士（Unicron's Four Horsemen）登場。前作からのキャラがスーパーリンクボディを手に入れた。
メガトロンのスパークはユニクロンの体内で囚われていることが分かる。
テラーコンは地球へ侵攻、ラッド達、キッカー登場。
- 24号：ジェームズ・ライス作画。

ロードバスター、ショックウェーブの因縁が明かされる。
- 25：ジョー・ング作画。

オムニコン、スノーストーム登場。
- 26〜29：アレック・ミルン(Alex Milne)作画。

テラーコンの地球総攻撃、グランドコンボイはガルバトロンの再生と、スタースクリームのナイトスクリーム化を助ける。
- 30号

デストロン破壊大帝ガルバトロン対テラーコン破壊指揮官メガザラック（スコルポノック）の戦い。

#### アルマダ：モア・ザン・ミーツ・ジ・アイ／Transformers Armada: More Than Meets the Eye
2004年出版、アメリカでの全ての玩具発売キャラの設定集。全3号。03年のG-1シリーズ同様のレイアウト。
1号最初、3号最後のミニコミックでアレクサがトランスフォーマーの歴史を学ぶ。コミックはアルマダ、エネルゴンの間の出来事である。
エネルゴン版も計画されたが破産により中止。

#### Transformers/G.I. Joe
ドリームウェーブ社とG.I.Joeの版権を持つデビルズ・デュー(Devil'sDue)社によるクロスオーバー。全6号。かつてマーベル時代に行われたそれよりもパラレルの色が濃い。
G.I.ジョーの敵、コブラ(Cobra)がデストロンを発見、覚醒させ、1940年代の戦闘兵器にリフォーマットし、彼らは第二次世界大戦で大暴れする。G.I.ジョー（アメリカの義勇軍という設定）にサイバトロンは力を貸す。
ドリームウェーブ社からは破産前に第1号を出版できたのみに終わっている。

### サマースペシャル／Transformers Summer Special
2004夏に発売。G-1、エネルゴン、R.I.D（日本では『カーロボット』）、ビーストウォーズの各話からなる特集号。R.I.D、ビーストはファンの人気投票により、どちらかがシリーズ化される予定だった。
毎年出版される予定だったが破産により1号で終わった。
- G-1：ミック、パトリック脚本、パット・リー、ジョー・ング作画。

第2シリーズ後の挿話。メガトロンとアニマトロン部隊の邂逅。
アニマトロンは宇宙に亡命したセイバートロンのかつての指揮官という設定。PlanetBeest（ビーストフォーマー(BattleBeast)の設定より）で自然のままに生きていた。
スタースクリームに遺棄されたメガトロンは、レックガーに修理された。自分が指揮権を取り戻すため、アニマトロンに協力を求める。メガトロンは武器無しでレーザークローを破り、配下に加え、プレダキングへの合体能力を与えた。
その後、G-1シリーズに合流、セイバートロン星のレーザーウェーブを倒し、地球に戻る。
- エネルゴン：ファーマン脚本、ジェームズ・ライス作画。

ストームジェット(Slugslinger)、シャークティコン、スノーストームの話。オメガスプリーム攻撃に失敗したスノーストームはガルバトロンに嘘の報告をする。あきれたガルバトロンはストームジェットを副官に選んだ。
- R.I.D：ミック、パトリック脚本、リュフロ作画。

原子炉を盗むブラックコンボイとゲルシャーク。ファイヤーコンボイ、ゴッドマグナスは阻止のためチームワークを学ぶ。
- ビーストウォーズ：ミック、パトリック脚本、フィゲロア作画。

メタルスダイノボットに襲われるラットルの回想。謎のマクシマル（ビースト戦士）に助けられる。

### ビーストウォーズ／Beast Wars
上記の投票で選ばれたビーストウォーズが、ファーマン、フィゲロアのコンビにより製作予定だったが、倒産で立ち消えとなった。絵やシノプシスがネットで発表された。
だが、後にIDW社版ビーストウォーズコミックに彼らはそのまま起用された。